# گمینا شدلتس
گمینا شدلتس (به لهستانی:  Gmina Siedlec) یک گمینا در لهستان است که در شهرستان وولشتن واقع شده‌است. گمینا شدلتس ۲۰۵٫۰۶ کیلومتر مربع مساحت و ۱۲٬۰۰۸ نفر جمعیت دارد.